# Lucia Stefania Glavich Mandarić

## Životopis
Rođena je 15. rujna 1994. u Zagrebu. Započela je svoju glumačku karijeru u televizijskoj seriji "Crno-bijeli svijet" gdje je igrala Ladu. Glumila je Anu Frank u zagrebačkom Kazalištu Trešnja.
Završila je studij glume na Akademiji dramskih umjetnosti u Zagrebu. Osim glume, sudjeluje u raznim projektima i festivalima, poput 8. Star Film Festa (2021.), gdje je bila članica žirija.

## Filmografija

### Televiizijske uloge
- "U dobru i zlu" kao Ida (2025.)
- "Kumovi" kao Marija Štulhofer (2024.)
- "Dar mar" kao Milena Brkljača (2020. – 2021.)
- "Na granici" kao Ivana Masle (2018. – 2019.)
- "Počivali u miru" kao Vita Raos (2018.)
- "Crno-bijeli svijet" kao Lada (2015. – 2019.)

### Filmske uloge
- "Camino" kao Romantisk kvinde (2023.)
- "Buđenje u strahu" (2018.)

## Kazalište
- "Ako kažeš, gotov si!" – Gradsko kazalište Žar ptica (2019.)[3]
- "Indijanska priča" – Gradsko kazalište Žar ptica (2018.)[4]
- "Junakinje našega doba" – Izložba "Izazov moderne Zagreb-Beč" u Galeriji Klovićevi dvori (2017.)[5][6]
- "Julije Cezart" – GDK Gavella (2016.)[7]
- "Ana Frank" – Gradsko kazalište Trešnja (2015.)[8]

## Vanjske poveznice
- Lucia Stefania Glavich Mandarić na stranicama Hrvatskog društva dramskih umjetnika